# Trần Tiến
Trần Tiến (tên đầy đủ Trần Việt Tiến, sinh 16 tháng 5 năm 1947) là một nhạc sĩ người Việt Nam. Ông vừa là nhạc sĩ sáng tác ca khúc quần chúng, vừa là ca sĩ. Ngoài ra, ông từng giành được 2 đề cử tại giải Cống hiến. Ông hiện đang sống cùng với vợ ở Vũng Tàu.

## Cuộc đời và sự nghiệp
Trần Tiến sinh ngày 16 tháng 5 năm 1947 trong một gia đình khá giả Hà Nội. Sau 1954, do thành phần gia đình, cơ hội học hành của ông ban đầu bị hạn chế. Ông kể rằng đã trải qua thời trẻ sống lang thang trong những ngõ nhỏ Hà Nội. Trần Tiến là em trai của Nghệ sĩ nhân dân Trần Hiếu, chú của ca sĩ Trần Thu Hà.
Năm 16 tuổi, Trần Tiến làm hậu đài cho Đoàn Ca múa Hà Nội. Sau một năm tự học, ông trở thành nghệ sĩ đơn ca của Đoàn và đi biểu diễn ở vùng tuyến lửa lúc bấy giờ như Quảng Bình, Vĩnh Linh. Các bài hát Thanh niên ra tiền tuyến, Cô gái Sầm Nưa xinh đẹp ra đời trong thời gian này và đã đoạt Giải A cuộc thi Tiếng hát át tiếng bom do Hội Nhạc sĩ Việt Nam tổ chức.
Năm 1971, Trần Tiến bị sốt rét ác tính và trở ra Bắc. Ông theo học Nhạc viện Hà Nội, tốt nghiệp khoa thanh nhạc và bằng đỏ sáng tác giao hưởng năm 1978. Những ca khúc đầu tiên ông sáng tác sau khi tốt nghiệp mang chủ đề yêu nước. Những sáng tác nổi bật nhất của thời kỳ này là:
- Giai điệu Tổ quốc. Đây là một bài hát ca ngợi lòng yêu nước, về những giai điệu hùng thiêng của sông núi, trong lời hát ru con, trong Truyện Kiều và trong nhịp quân hành của những người lính ra trận.
- Những đôi mắt mang hình viên đạn, sáng tác về Chiến tranh Việt-Trung 1979, bài hát về đôi mắt của những người mẹ già và trẻ nhỏ từ nơi biên giới, những đôi mắt cháy lên ánh lửa quê hương trở thành động lực cho những người lính Việt Nam.[4]
- Vết chân tròn trên cát, một khúc ca về những người thương binh trở về sau chiến tranh. Những vết chân tròn trong bài hát từ chiếc nạng gỗ của người cựu chiến binh, người đã tìm cho mình niềm vui trong vai trò người thầy giáo làng quê miền duyên hải, nơi anh chơi cây đàn guitar của mình cho lũ trẻ.

Năm 1987, ông thành lập ban nhạc rock Đen-Trắng và lưu diễn dọc đất nước. Các bài hát của ông trong thời kỳ này có nội dung cổ vũ cho Đổi mới. Một số bài hát trong chương trình biểu diễn Đối thoại 87:
- Ý nghĩ trong phòng hải quan,
- Đồng hồ, một bài hát trong đó mượn hình ảnh kim giây để chỉ những người lao động bị sách nhiễu, trong khi kim phút và kim giờ đại diện cho những ông chủ và tầng lớp quan liêu hưởng lợi.
- Trần trụi 87, ca khúc mạnh bạo nhất và gây tranh cãi nhất của ông. Bài hát nói về sự hi sinh của những người lính và những bà mẹ già đã nuôi giấu chiến sĩ, phê phán chủ nghĩa yêu nước trống rỗng, và kêu gọi người Việt Nam hãy quan tâm lẫn nhau và cùng góp sức xây dựng đất nước.

Trần Tiến đã từng bị công an Thành phố Hồ Chí Minh gọi lên tra vấn nhiều lần vì trình diễn những ca khúc này. Ông kể về việc được cựu Tổng bí thư Nguyễn Văn Linh "cứu thoát" vì "Trần Tiến không kích động bạo loạn, Trần Tiến kích động yêu nước".
Kể từ thập niên 1990, phong cách sáng tác của Trần Tiến có sự thay đổi từ pop đơn thuần sang phong cách dân gian đương đại và cũng giành được sự đón nhận của khán giả. Những sáng tác tiêu biểu cho phong cách này của ông bao gồm: Tùy hứng lý ngựa ô, Ngẫu hứng sông Hồng, Quê nhà.
Năm 2000, Trần Tiến tổ chức liveshow đầu tiên của mình tại Nhà hát Hòa Bình và được Hãng phim Phương Nam sản xuất mang tên Ngẫu hứng Trần Tiến. Ông là người dẫn chuyện kiêm nhạc sĩ và hát xuyên suốt chương trình với các ca sĩ như Trần Thu Hà, Ngọc Anh (Tam ca 3A), Phương Thanh, Hồng Nhung,...
Năm 2005, ca khúc Mưa bay tháp cổ của ông được ca sĩ Tùng Dương thể hiện thành công và giành giải Bài hát của tháng trong chương trình Bài hát Việt. Năm 2006, những ca khúc của ông như Bình nguyên xa vắng, Ra ngõ mà yêu, Lữ khách sông Hồng, Mưa bay tháp cổ, Quê nhà... xuất hiện trong album Đối thoại 06 của Trần Thu Hà (album được hiểu là sự đối thoại giữa âm nhạc Đông và Tây, giữa nhạc sĩ già - Trần Tiến - và nhạc sĩ trẻ - Nguyễn Xinh Xô).
Năm 2007, ông nhận Giải thưởng Nhà nước về văn học nghệ thuật cho các tác phẩm Bài ca thanh niên ra tiền tuyến (1967), Cô gái Sầm Nưa xinh đẹp (1968), Giai điệu Tổ quốc (1980), Chiếc vòng cầu hôn (1984), Tùy hứng ngựa ô (1987), Chị tôi (1997).
Tháng 9 năm 2008, Hà Trần với công ty riêng của mình đã sản xuất album mới mang tên Trần Tiến, do các ca sĩ Trần Thu Hà, Tùng Dương, David Trần và Hòa Trần thể hiện. Theo Trần Thu Hà, đây sẽ là album Trần Tiến có chất lượng tổng thể tốt nhất từ trước đến nay. Album đã được phát hành ở cả hai thị trường Việt Nam và hải ngoại.
Tháng 12 năm 2020, bộ phim tài liệu về cuộc đời nhạc sĩ Trần Tiến mang tên "Màu cỏ úa" được ra rạp, bộ phim do đạo diễn Lan Nguyên thực hiện và được đón nhận nhiệt liệt.
Tối ngày 9 tháng 5 năm 2022, ông cùng rapper Đen Vâu ra mắt MV "Đi trong mùa hè" lấy cảm hứng chủ đề về bóng đá. Theo đại diện truyền thông của MV, mục đích của MV là "khơi dậy niềm tự hào, truyền tải ước mơ về chiến thắng vinh quang, kể câu chuyện về bóng đá qua nhiều góc nhìn thú vị, gần gũi". "Đi trong mùa hè" có những cảnh quay hoành tráng, tái hiện khoảnh khắc "đi bão" ăn mừng chiến thắng của người hâm mộ bóng đá Việt Nam.
Tối 13 tháng 5 năm 2023, hành trình hơn 50 năm sáng tác, "phiêu bạt, say mê âm nhạc" của Trần Tiến được khắc họa trong chương trình đêm nhạc "Nửa thế kỷ phiêu bạt" tổ chức tại Trung tâm Hội nghị Quốc gia. Với đêm nhạc này, nhạc sĩ Trần Tiến đã "kể" cho khán giả về cuộc đời mình với những thăng trầm như những nốt nhạc trầm bổng du dương. Đêm nhạc cũng mang ý nghĩa hướng tới chào mừng sinh nhật lần thứ 76 của nhạc sĩ Trần Tiến vào ngày 16/5.

## Phong cách nghệ thuật

#### Ảnh hưởng
Ca sĩ Hà Trần, báo điện tử VnExpress, 1 tháng 12 năm 2020.
Nhạc sĩ Lê Minh Sơn từng bày tỏ sự yêu thích với ông. Nhạc sĩ Nguyễn Cường khẳng định Tiến là một biểu tượng nhạc Pop của Việt Nam.

#### Đánh giá
Ca sĩ Hà Trần chỉ ra rằng điều cô yêu thích nhất trong âm nhạc của Trần Tiến là "tính đời": "Nhạc Trần Tiến có một đặc điểm là rất bám sát vào cuộc sống của người Việt Nam đương đại", từ đó giúp cho Hà có thể "[...] thể hiện giọng hát và tâm hồn của mình". Nhà sản xuất nhạc Trần Thanh Phương nhìn nhận âm nhạc của Tiến "[...] giản dị, không thiên về trưng trổ kỹ thuật, ca từ sâu sắc nhưng rất đời, nên ai nghe cũng thấy có một ít 'tôi' trong đó".

#### Ca sĩ trình bày thành công
- Anh Khoa
- Hà Anh Tuấn
- Hà Trần
- Hồng Nhung
- Ngọc Tân
- Quang Lý
- Sĩ Thanh
- Trần Hiếu
- Tùng Dương
- Y Moan

## Đời tư

#### Vấn đề sức khỏe
Tháng 10 năm 2020, một số trang truyền thông đưa tin cho rằng nhạc sĩ Trần Tiến đang mắc bệnh ung thư vòm họng giai đoạn 4, nhưng sau đó ca sĩ Trần Thu Hà đã đính chính về tình trạng của nhạc sĩ rằng Trần Tiến chỉ bị yếu một mắt lên Sài Gòn để điều trị, đã ra viện và trở lại Vũng Tàu dưỡng bệnh.
Tháng 1 năm 2021, trên mạng xã hội chia sẻ thông tin nhạc sĩ Trần Tiến qua đời vì ung thư vòm họng. Tuy nhiên sau đó, chính nhạc sĩ đã bác bỏ thông tin này.
Tháng 4 năm 2023, nhạc sĩ trải lòng về 30 lần xạ trị ung thư và có những lúc tưởng chừng không gượng dậy nổi. Trong những ngày tháng gian nan này, ông sáng tác bài "Không gục ngã", và khi xuất hiện sau quá trình điều trị, tại buổi công bố live concert mang tên "Trần Tiến - Nửa thế kỷ phiêu bạt", ông đã biểu diễn bài hát tặng những người yêu mến mình.

## Ấn phẩm
- Ngẫu hứng (2016), là cuốn sách đầu tiên của Nhạc sĩ Trần Tiến, gồm 27 khúc ngẫu hứng văn xuôi[20].

## Giải thưởng
- Năm 1979: Giải nhất 10 bài hát được quần chúng ưa thích trong năm do báo Tuổi Trẻ Thành phố Hồ Chí Minh bình chọn.
- Năm 1990, bài Sao em nỡ vội lấy chồng đoạt giải thưởng Trung ương Đoàn về đề tài Dân số - Kế hoạch hoá gia đình
- Năm 1992, bài Chiếc vòng cầu hôn đoạt giải bài hát hay nhất năm 1992-1993 do Đài Truyền hình Việt Nam bình chọn
- Năm 1999, bài Chị tôi giành giải Mai vàng cho Nhạc sĩ xuất sắc.[21]
- Năm 1975-1985, đoạt danh hiệu "Nhạc sĩ được yêu thích nhất 10 năm sau giải phóng" do báo Tuổi Trẻ' và Hội Nhạc sĩ Thành phố Hồ Chí Minh tổ chức bình chọn
- Năm 2007, Trần Tiến được tặng thưởng Giải thưởng Nhà nước về Văn học Nghệ thuật.

## Danh sách phim

#### Phim tài liệu
- Màu cỏ úa (2020) – Đạo diễn bởi Lan Nguyên[22]

## Danh sách đĩa nhạc

#### Album phòng thu
| Năm        | Tên                                                     | Hãng phát hành       | Định dạng    | Chú thích |
| ---------- | ------------------------------------------------------- | -------------------- | ------------ | --- |
| 1993       | Trần Tiến viết – Trần Hiếu hát                          | Hồ Gươm Audio        | Cassette     | Cùng Trần Hiếu |
| 1993       | Đình Văn và ca khúc Trần Tiến – Ngẫu hứng bên sông Hồng | Mưa Hồng Productions | Cassette     | Album của Đình Văn |
|            | Trần Tiến và tác phẩm                                   | MAV                  | Cassette     | Cùng Nhóm du ca Đồng Nội và Hồng Ngọc Tái bản với tên Sao em nỡ vội lấy chồng, theo định dạng CD                                                          |
| 23/03/1996 | Tình khúc Trần Tiến: Tạm biệt chim én                   | HSD                  | Cassette     | Cùng Hồng Nhung, Phương Thanh, Tam ca Áo trắng, Ngọc Ánh, Phương Thảo, Ngọc Lễ, Nhất Sinh, Trần Đức, Nhật Hào và Hoàng Đỉnh                               |
| 1999       | Du ca tình yêu: Chị tôi                                 | Vafaco               | CD           | Cùng Ngọc Tân, Trần Thu Hà, Mỹ Tâm, Quang Linh, Anh Đức, Y Moan, và Nguyên Vũ                                                                             |
| 1999       | Tự họa – Chuyện phố bên sông                            | Hãng phim Phương Nam | CD, Cassette | Cùng Hà Trần |
| 2000       | Du ca tình yêu 2: Du ca đồng quê                        | Vafaco               | CD           | Cùng Hà Trần, Trung Kiên, Tam ca Áo trắng, Phương Thảo, Ngọc Lễ, I Zac, Tam ca Thế hệ mới và Trọng Tấn                                                    |
| 2001       | Tùy hứng lý qua cầu                                     | Dihavina             | CD           | Cùng Quỳnh Lan |
| 2001       | Liveshow Ngẫu hứng Trần Tiến                            | Hãng phim Phương Nam | DVD, VCD     | Cùng Hồng Nhung, Hà Trần, Phương Thanh, Quang Lý, Thu Minh, Nhóm Ba con mèo, Nhóm Mắt ngọc, Ngọc Lễ, Phương Thảo, Ngọc Anh, Hồng Ngọc, Y-Zok, và Trần Tài |
| 2007       | Có một thời như thế                                     | Vafaco               | CD           | Cùng Hồng Nhung, Khánh Duy, Mỹ Tâm, Tam ca Áo trắng và Tấn Minh                                                                                           |
| 2008       | Trần Tiến                                               | Dihavina, Viết Tân   | CD           | Cùng Hà Trần, Trần Thái Hòa, Tùng Dương, Thanh Phương, Tran's Gang và David Trần                                                                          |
| 2023       | Em vẫn như ngày xưa                                     |                      |              | Album của Hiền Lê (Nhóm Du Ca) |

#### Album tổng hợp
| Năm        | Tên                                 | Hãng phát hành | Định dạng | Nghệ sĩ | Chú thích |
| ---------- | ----------------------------------- | -------------- | --------- | --- | --------- |
| 28/03/2001 | Tình ca Nga vượt qua thế kỷ, vol. 1 | Vafaco         | CD        | Trần Hiếu, Lê Dung, Quang Thọ, Trần Thu Hà, Trọng Tấn, Đăng Dương, Việt Hoàn, Tốp nữ Nhạc viện Hà Nội, Hải Yến, Francis Goya và Paul Mauriat                           |           |
| 28/03/2001 | Tình ca Nga vượt qua thế kỷ, vol. 2 | Vafaco         | CD        | Trung Kiên, Quang Thọ, Trần Hiếu, Trần Thu Hà, Trọng Tấn, Hải Yến, Hoài Phương, Quý Dương, Thảo Vân, Quang Huy, Hợp ca Trường NTQĐ, Tốp ca Nhạc viện HN và Paul Mariat |           |

#### Đĩa đơn
- "Những đứa con mặt trời" (2017) - cùng Thanh Bùi, Ái Phương và Wonderkids
- "Đi trong mùa hè" (2022) - cùng Đen

#### Nhạc phẩm
- Bạn tôi
- Bình nguyên xa vắng
- Cao nguyên đá (phổ thơ Trần Tuấn Anh)
- Chào cuộc đời
- Chị tôi
- Chiếc vòng cầu hôn
- Chim sẻ tóc xù
- Cho tôi xin em đứa con trai
- Chuyện 5 người
- Chuyện tình thảo nguyên
- Con gái
- Cô gái Sầm Nưa xinh đẹp
- Cô bé vô tư
- Donna Donna (lời Việt)
- Dòng sông mùa thu
- Đen trắng
- Điệp khúc tình yêu
- Độc huyền cầm
- Đôi mắt mang hình viên đạn
- Đồng hồ
- Đời doanh nhân
- Em vẫn như ngày xưa
- Giai điệu tổ quốc
- Giấc mơ Chapi
- Ghen (nhạc phim Cát đỏ)
- Hà Nội ngày ấy
- Hà Nội những năm 2000
- Hồn quê Điện Bàn (phổ thơ Thân Hóa)
- Không gục ngã
- Lambada quê ta
- Lữ khách sông Hồng
- Mặt Trời bé con
- Mẹ tôi
- Một mình
- Mùa thu trắng
- Mùa xuân gọi
- Mưa bay tháp cổ
- Mỹ nhân ngư
- Nào phượt thôi
- Nếu bạn tìm tới Lênin - Hồ Chí Minh
- Ngẫu hứng khi đi qua hải quan
- Ngẫu hứng sông Hồng
- Ngẫu hứng phố
- Ngọn lửa cao nguyên
- Ngũ sắc biển
- Người thích tình ca
- Nhăng nhố
- Nhớ những dáng hoa
- Nhức nhối (Ối a)
- Những đứa con mặt trời
- Phiêu bạt
- Phố nghèo
- Phố núi
- Quê nhà
- Ra ngõ gặp gái
- Ra ngõ gặp mưa
- Ra ngõ mà chơi
- Ra ngõ mà vui
- Ra ngõ mà yêu
- Ra ngõ tụng kinh
- Rock đồng hồ
- Sao em nỡ vội lấy chồng
- Sắc màu
- Sài Gòn kẹt xe
- Sen hồng hư không
- Sói con ngơ ngác
- Suy nghĩ vơ vẩn về chiếc đồng hồ
- Ta vui xòe nhé
- Tạm biệt chim én
- Tấm lòng Việt Nam
- Thanh niên ra tiền tuyến
- Thành phố trẻ
- Thượng đế buồn
- Tiếng trống Paranưng
- Tóc gió thôi bay
- Tôi cô đơn như một ngọn cờ
- Tôi phải lòng vợ tôi
- Tôi yêu bóng đá
- Trái tim nhiều ngăn
- Trắng đen
- Trần trụi 87
- Trống rỗng
- Tùy hứng lý ngựa ô (Ngựa ô thương nhớ)
- Tùy hứng lý qua cầu (Ngẫu hứng lý qua cầu)
- Về đi em
- Vết chân tròn trên cát
- Vật đổi sao dời
- Vô tình
- Ý nghĩ trong phòng hải quan

## Biểu diễn trực tiếp
- Năm 2000, Ngẫu hứng Trần Tiến tại Nhà hát Hòa Bình, Thành phố Hồ Chí Minh[23].
- 11 và 12 tháng 8 năm 2012, In the Spotlight: Như chờ từng giấc mơ tại Cung Văn hóa Lao động Hữu nghị Việt Xô[24].
- 3 thánh 6 năm 2015, VPBank Private Concert: Phiêu bạt... trở về tại Nhà hát Lớn Hà Nội[25].
- 3 tháng 10 năm 2015, Trần gia nhã nhạc – Chuyện phố bên sông tại Cung Văn hóa Lao động Hữu nghị Việt Xô[26].
- 30 tháng 9 năm 2016, In the Spotlight: Hà Trần hát Trần Tiến tại Cung Văn hóa Lao động Hữu nghị Việt Xô[27].
- 27 và 28 tháng 3 năm 2021, Live in Concert Chuyện tình – Đêm nhạc Thanh Tùng & Trần Tiến tại Nhà hát Lớn Hà Nội.[28]
- 13 tháng 5 năm 2023, Live Concert: Trần Tiến – Nửa thế kỷ phiêu bạt tại Trung tâm Hội nghị Quốc gia, Hà Nội[29].
- 19 tháng 1 năm 2025, Trần–Nguyễn: Du ca tại Nhà hát Lớn Hà Nội cùng Jimmii Nguyễn.[30]
- 29 tháng 3 năm 2025, Musique de SALON 15: Trần Tiến & Đức Trí Orchestra, tại Gem Center, Thành phố Hồ Chí Minh.